# Ninia maculata
Ninia maculata es una especie de serpiente que pertenece al género Ninia en la familia Dipsadidae. Es nativo de Panamá, Costa Rica, Nicaragua, y Honduras. Según Reptile Database se distribuye también en Guatemala y posiblemente en El Salvador. Su rango altitudinal oscila entre 36 y 1800 m s. n. m.. Su hábitat natural se compone de bosque húmedo tropical donde suele encontrarse en la hojarasca. Es una especie terrestre que se alimenta principalmente de lombrices y babosas.